# Franco Lipizer
Francesco Lipizer, detto Franco (Ruda, 15 dicembre 1901 – Livorno, 29 aprile 1973), è stato un calciatore e pittore italiano, di ruolo portiere.

## Carriera

### Club
Nato da Arturo Lipizer e Ida Piani, studia a Torino, dove inizia anche a giocare a calcio: con il Foot Ball Club Torino gioca 6 partite in Prima Categoria 1920-1921, subendo 10 reti. Continuò poi la sua carriera in varie squadre del Nord Italia; nel 1925, tornato nella natìa Ruda, gioca nell'Udinese. Nel 1922 giocò per il Petrarca Padova Fu anche convocato in Nazionale per l'amichevole del 18 luglio 1926 contro la Svezia, ma non scese in campo e rimase una riserva: fu quella l'unica sua convocazione in Nazionale. Nel 1926 entrò a far parte della rosa del Livorno, esordendo il 3 ottobre 1926 contro il Torino, sua vecchia squadra. Durante la Divisione Nazionale 1926-1927 giocò le prime 15 partite, subendo 26 reti; nelle ultime gare venne rimpiazzato da Niccolai. Iniziò la stagione 1927-1928 da titolare, giocando i primi 3 incontri; si alternò poi con Paolo Lami nel ruolo di estremo difensore del Livorno. Anche in Divisione Nazionale 1928-1929 gioca la prima partita dell'annata, contro l'Alessandria il 30 settembre 1928: Lipizer scese in campo per un totale di 7 volte, con Lami che giocò le restanti gare. Dal 1929 al 1931 giocò per la Salernitana, nel corso di due stagioni; successivamente militò nel Nissena.
Una volta ritiratosi dal calcio, Lipizer fu un pittore: autodidatta, il suo stile si rifaceva a quello dei macchiaioli.
Nel giugno 2010 gli è stata dedicata una strada a Livorno.

## Palmarès

### Club

#### Competizioni regionali
- Campionato italiano di terza divisione: 1

Nissena: 1931-1932